# Schneckenbekämpfung
Unter Schneckenbekämpfung versteht man Methoden der Entfernung von Schnecken aus dem Garten zur Verhinderung von Schneckenfraß. Diese Methoden können biologischer, chemischer oder mechanischer Art sein.

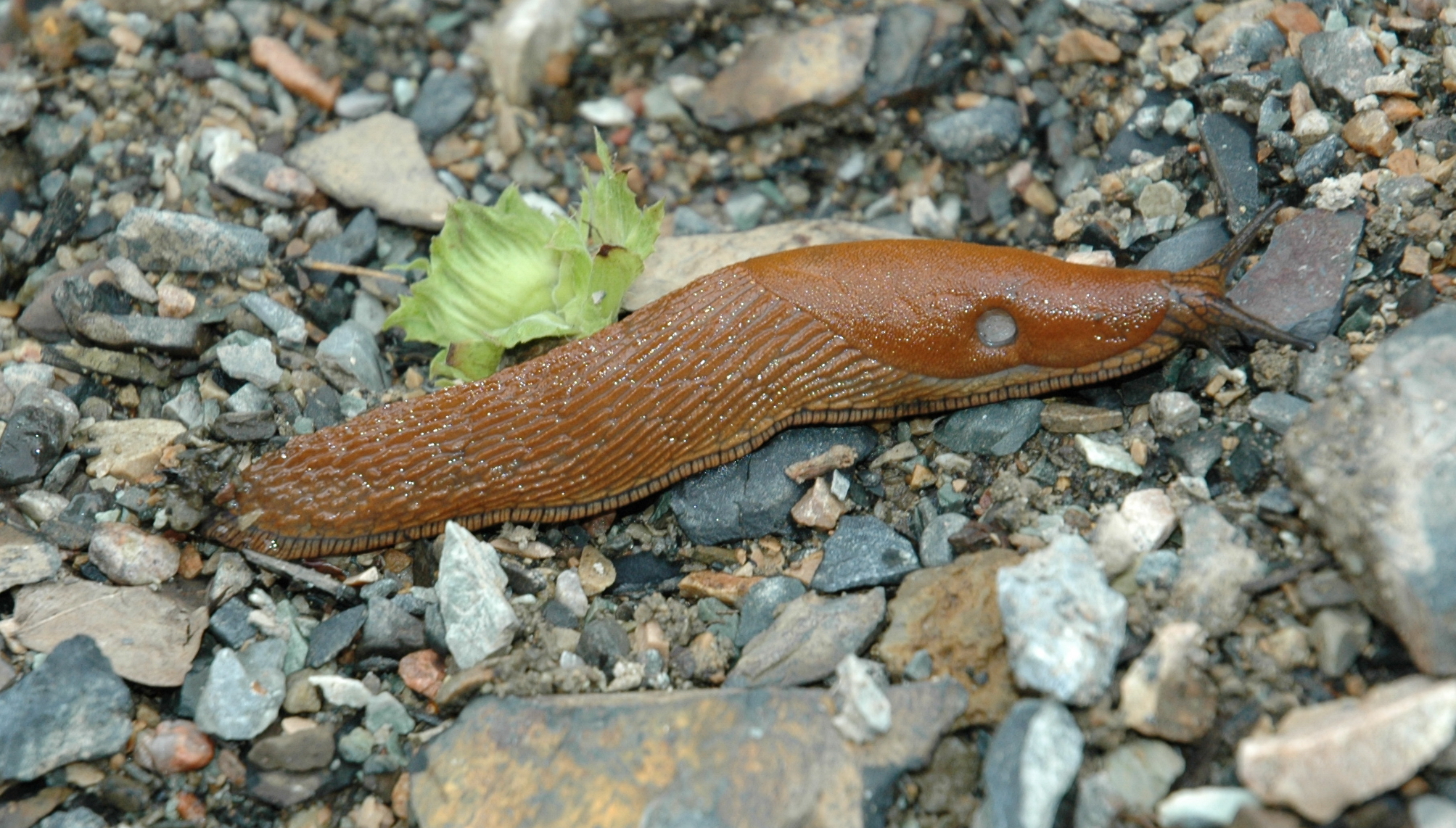
Die Spanische Wegschnecke richtet die größten Schäden im Garten an

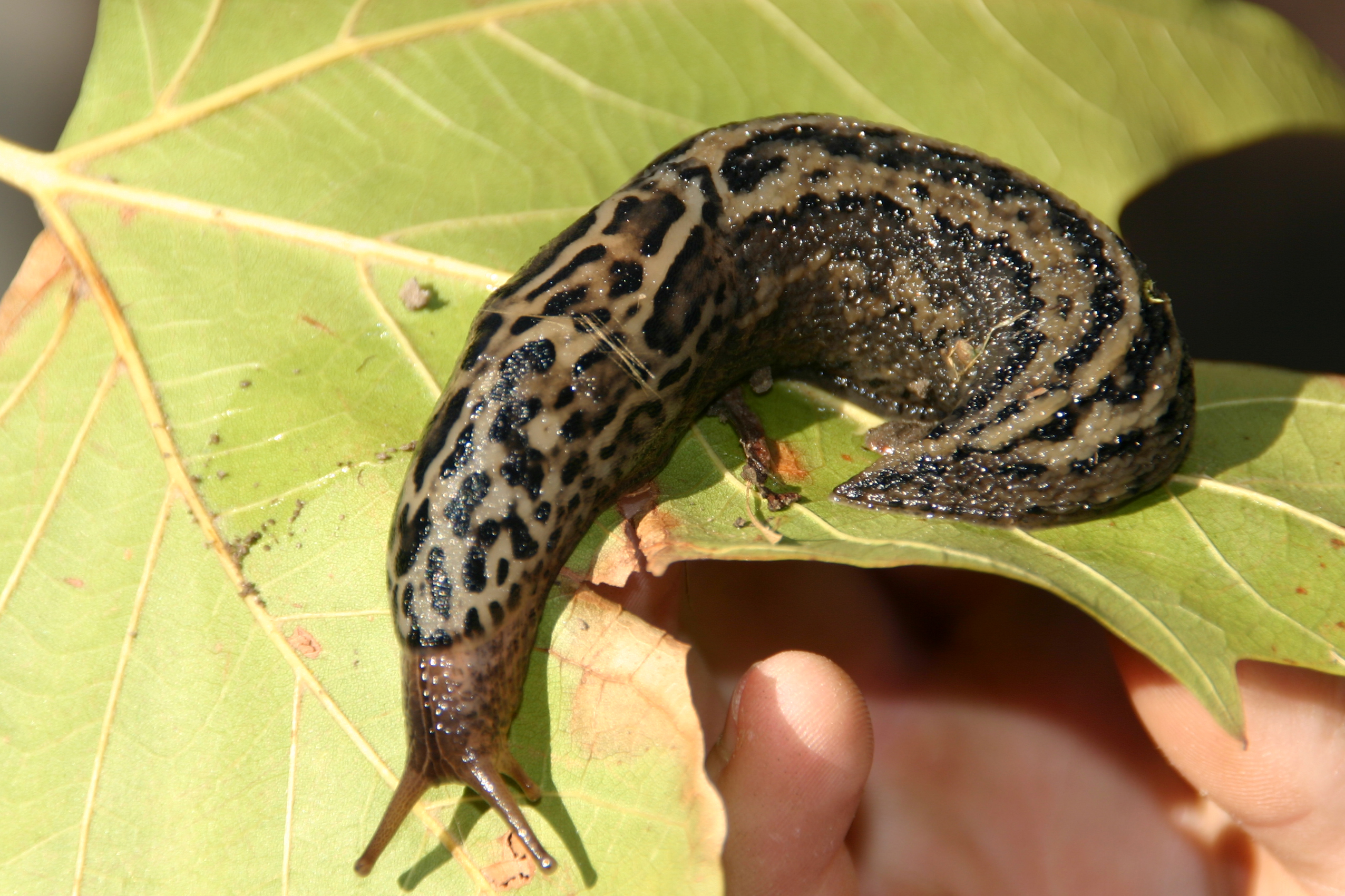
Der Tigerschnegel frisst andere Schnecken.

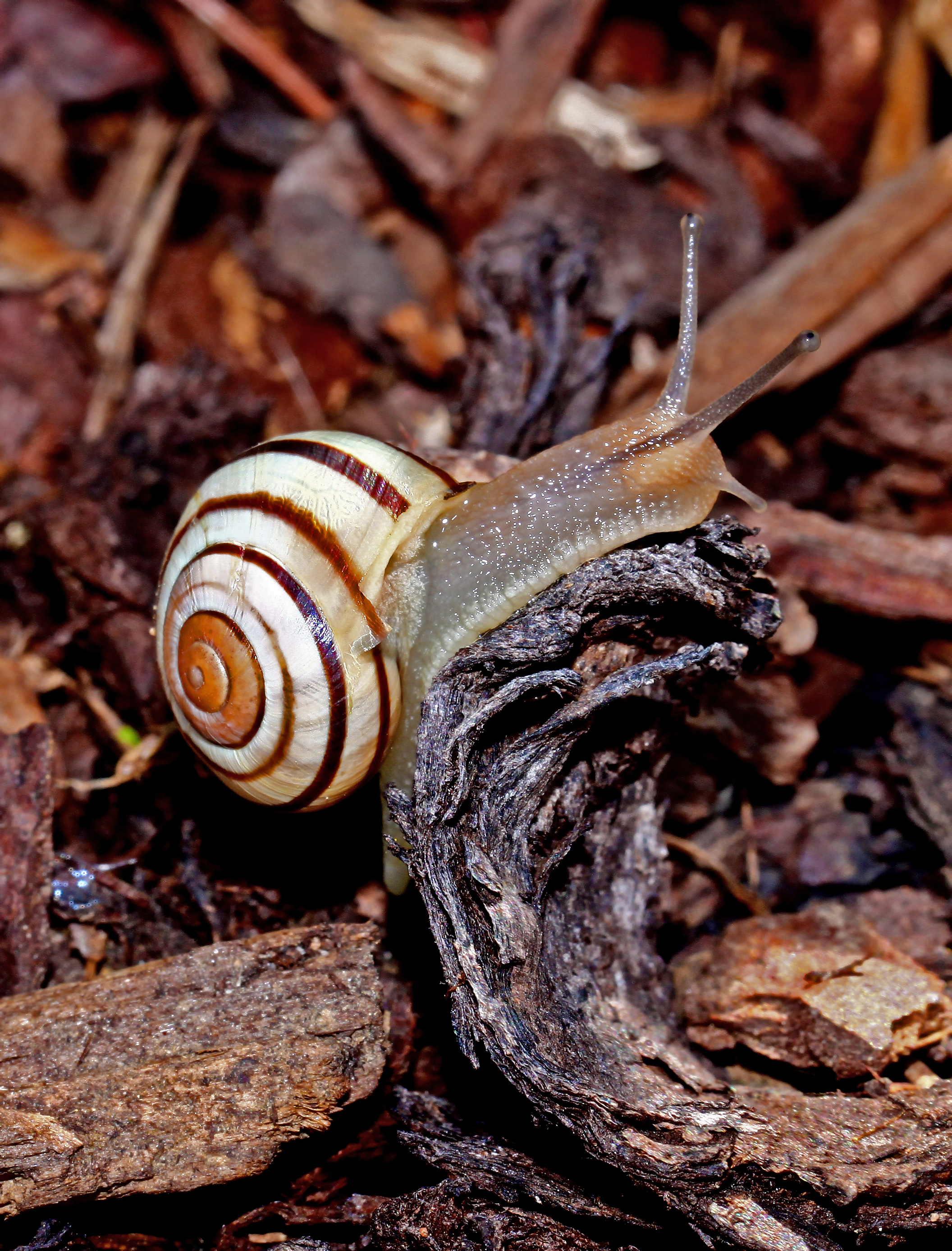
Garten-Bänderschnecken sind im Garten harmlos

## Fressgewohnheiten von Schnecken
Von ca. 250 Arten in Deutschland lebenden Landlungenschnecken gibt es nur etwa drei Arten, die im Garten größere Fraßschäden anrichten. Die größten Probleme bereiten Spanische Wegschnecke und die Rote Wegschnecke. Hierbei handelt es sich um Nacktschnecken.
Die meisten Schnecken sind keine nennenswerten Schädlinge, sie ernähren sich überwiegend von abgestorbenen Pflanzenteilen, Flechten und Algen, manche Arten ernähren sich auch von ihren Artgenossen und deren Gelegen, wie z. B. der Tigerschnegel, der zudem auch recht häufig vorzufinden ist. Innerhalb des Ökosystems haben Schnecken eine wichtige Funktion als Abfallverwerter. Gerippte Bänderschnecken und Weinbergschnecken richten keine nennenswerten Schäden im Kulturbeet an. Es gibt widersprüchliche Angaben darüber, ob Weinbergschnecken die Gelege anderer Schnecken fressen. Auffällig ist jedoch, dass man innerhalb einer größeren Weinbergschneckenpopulation selten eine schädliche Wegschnecke findet.

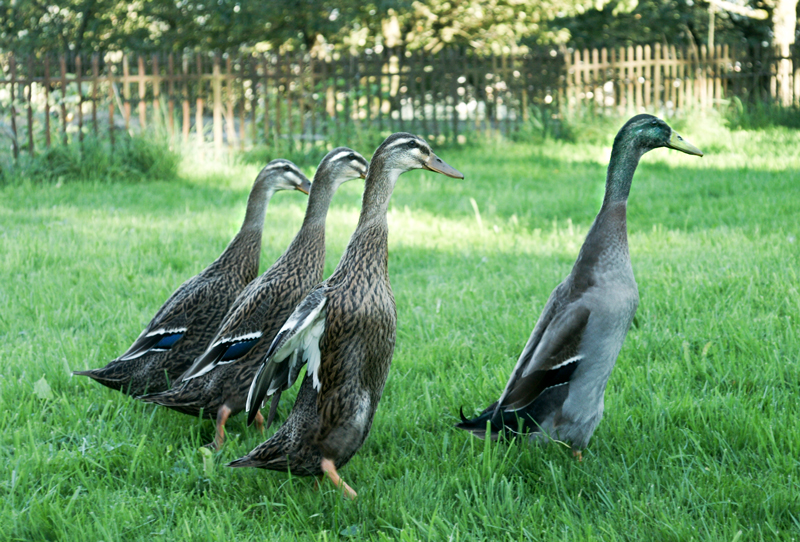
Laufenten fressen Spanische Wegschnecken.

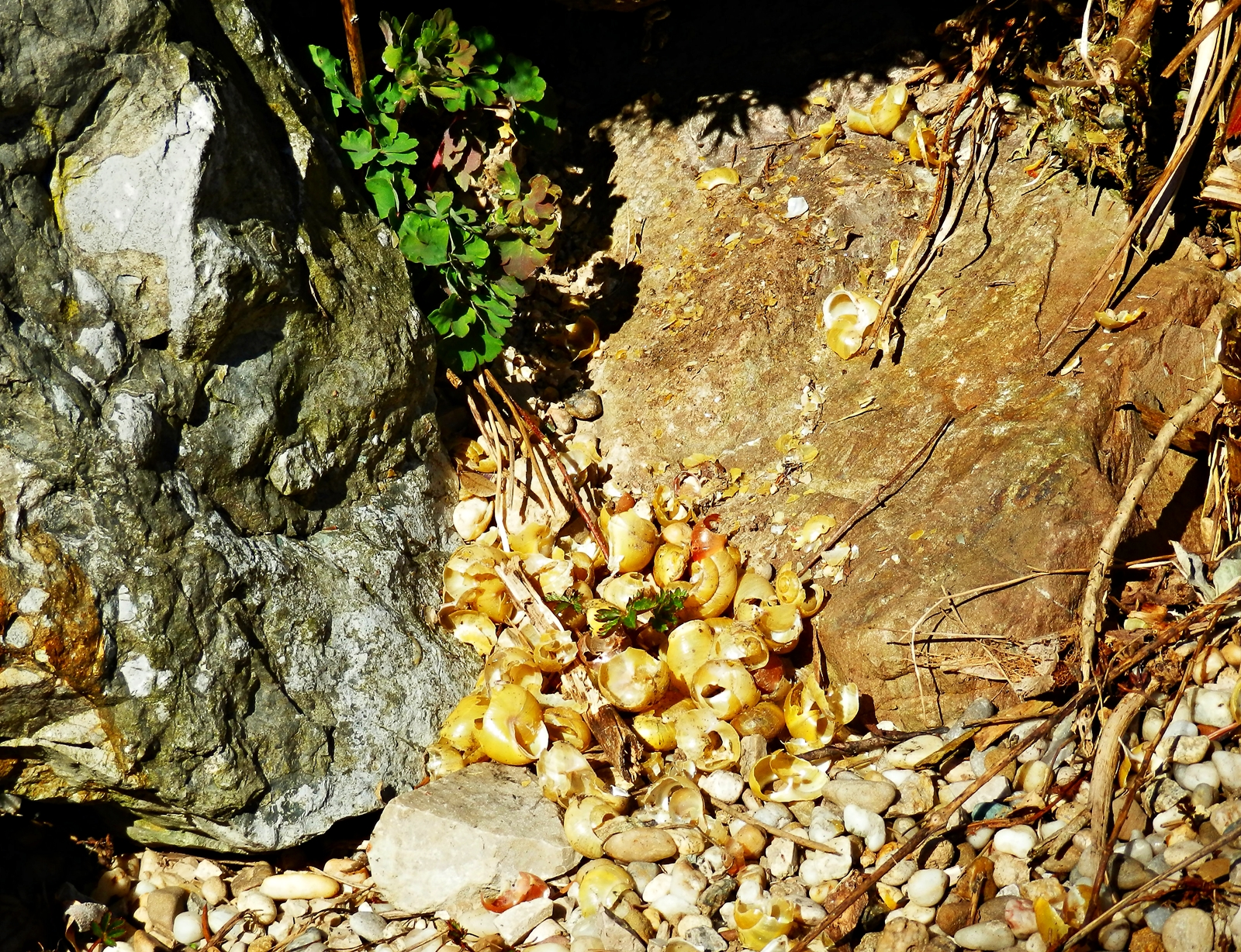
Drosselschmiede mit zertrümmerten Schneckenhäusern

## Biologische und ökologische Mittel
Außer der Bekämpfung mit natürlichen Feinden gibt es weitere Optionen, auf Schäden durch die Spanische Wegschnecke zu reagieren. Im Biolandbau liegt der Schwerpunkt bei biologischen und mechanischen Maßnahmen.
Wichtig ist die Kulturführung. Man sollte Bodendecker und Verstecke vermeiden. Eine wichtige präventive Maßnahme ist es, den Boden des Saatbettes so vorzubereiten, dass ein möglichst feines Saatbett ohne Hohlräume entsteht. Damit entzieht man den Nacktschnecken Unterschlupfmöglichkeiten. Welke und tote Pflanzen und ausgezupfte Wildkräuter sollte man im Garten lassen, damit die Schnecken sie entsorgen können und die frischen Pflanzen verschonen. Der Boden sollte möglichst trocken gehalten und die Pflanzen möglichst punktuell gegossen werden.
Auch das Vorhandensein von Fressfeinden kann den Schneckenbestand verringern. Zu den Fressfeinden der Schnecken gehören Vögel (Drosseln, Krähen, Falken u. a.), kleine Säugetiere (Mäuse, Igel, Marder u. a.), Insekten, vor allem Laufkäfer und Glühwürmchen. Tigerschnegel sollte man im Garten lassen, denn sie fressen andere Schnecken tot oder lebendig. Problematisch ist allerdings, dass die meisten Tiere die Spanische Wegschnecke, den größten Schädling, verschmähen. Hier helfen Laufenten, die man auch mieten kann.
Die Nematodenart Phasmarhabditis hermaphrodita ist ein Parasit zahlreicher Schneckenarten und wird etwa unter dem Handelsnamen Nemaslug auch kommerziell zur Nacktschneckenbekämpfung angeboten. Allerdings ist ihre Wirkung bei der Spanischen Wegschnecke nur mäßig. Am besten ist die Wirkung bei der genetzten Ackerschnecke. Die heimischen Gehäuseschnecken werden von Phasmarhabditis hermaphroditis nicht geschädigt.
Im Bereich von Kleingärten haben sich Schneckenzäune oder sogenannte Schneckenkragen bewährt. Schnecken können nicht "kopfüber" kriechen und werden durch dieses konstruktive Merkmal des "Überhangs nach außen" abgehalten.
Cortenstahl soll für Schnecken ein schwer überwindliches Hindernis bieten. Cortenstahl enthält weniger als 1 % Kupfer. Diese geringe Menge reiche aber aus, dass der Schneckenschleim das Kupfer im Cortenstahl oxidiert. Dadurch entsteht für die Schnecke eine reizende Substanz, die die Schnecke am Weiterkriechen hindert. Es gibt auch andere Möglichkeiten, Sperren einzurichten. Getrocknete Sägespäne, Wassergräben, spitze und scharfe Gegenstände wie Glasscherben, Kupfer oder Schwachstromvorrichtungen oder auch eine Barriere aus frischem Kaffeepulver (s. u.) oder gebrochenen Eierschalen erschweren es den Tieren oder machen ihnen unmöglich, in einen entsprechenden Bereich einzudringen.
Allerdings helfen sie nur gegen von außen eindringende Schnecken und nicht gegen Tiere oder Eigelege, die sich bereits innerhalb der Schutzvorrichtung befinden.

## Bier und Spaltfallen

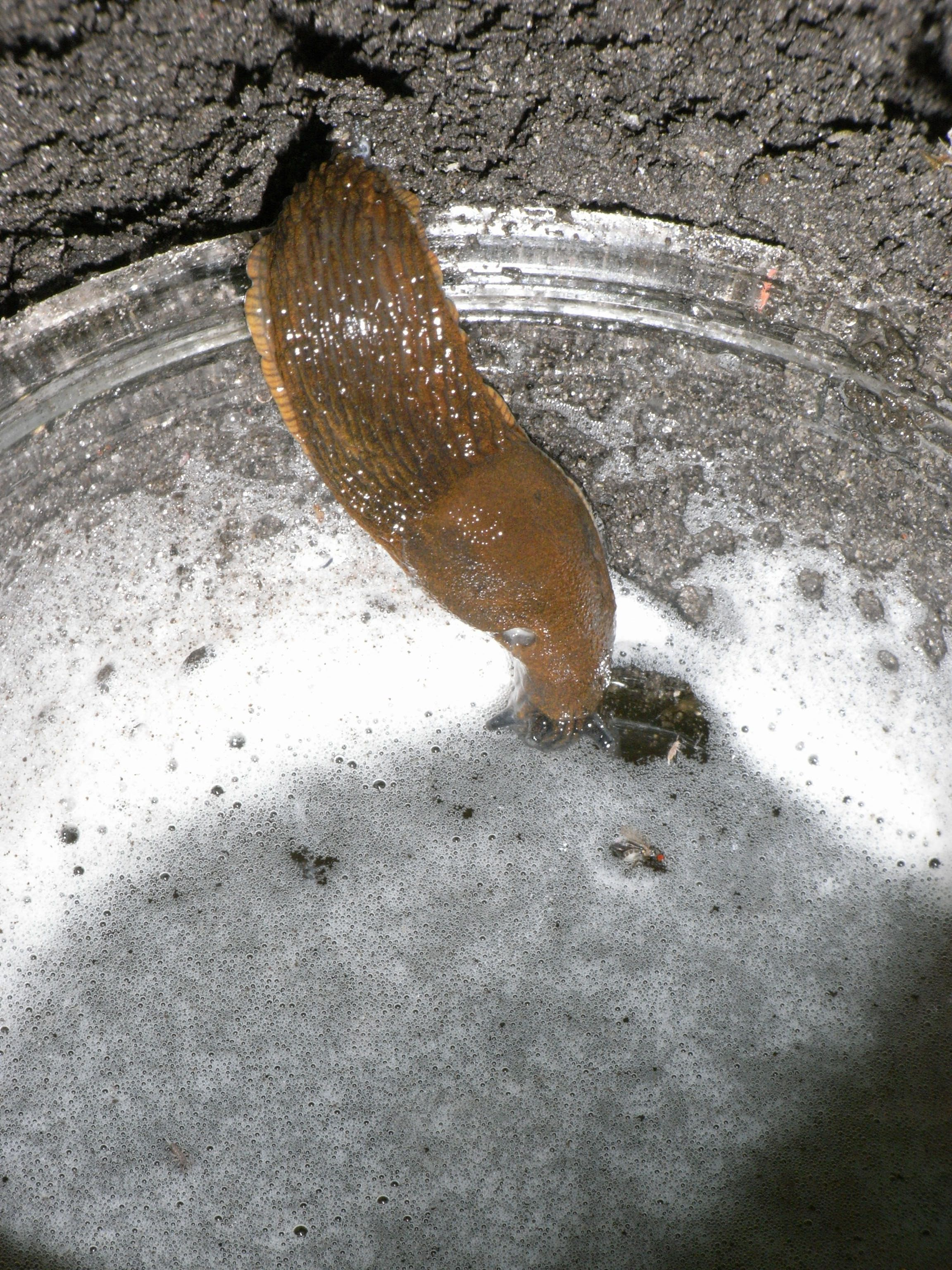
Nacktschnecke in einer Bierfalle

Das bekannteste Hausmittel gegen Nacktschnecken ist die sogenannte Bierfalle. Sie besteht aus einem mit Bier gefüllten und in den Boden eingelassenem Gefäß. Vom Geruch des Bieres werden die Schnecken angezogen, fallen in die Flüssigkeit und ertrinken. Zwar lassen sich damit Schnecken direkt und kostengünstig vernichten, jedoch zieht sie auch Schnecken aus der Umgebung an, die dann auf ihrem Weg zur Falle Fraßschäden anrichten und Eier ablegen können. Auch ist die Entsorgung der toten Schnecken ziemlich unangenehm.
Ein weiterer Nachteil ist, dass auch unschädliche und nützliche Schnecken, wie z. B. Garten-Bänderschnecke, Weinbergschnecken oder Glasschnecken u. a. getötet werden. So werden häufig Spaltfallen, mit einem schmalen Spalt angeboten der für die größeren Gehäuseschnecken unpassierbar ist. Diese Spaltfallen werden mit Molluskiziden befüllt.
Die übliche Bauform ist eine Falle mit einem Sammelbehälter für tote Schnecken.

## Chemische Mittel (Molluskizide)
Die als Schneckenkorn bezeichneten handelsüblichen Mittel können aus verschiedenen Wirkstoffen aufgebaut sein. Allgemein bezeichnet man chemische Wirkstoffe zur Schneckenbekämpfung als Molluskizide.
Schneckenkorn mit dem Wirkstoff Eisen(III)-phosphat bekämpft selektiv Schnecken, einschließlich der unter Naturschutz stehenden Weinbergschnecke sowie andere Gehäuseschneckearten, ist allerdings unbedenklich für Haustiere und Igel. Vom Einsatz von Schneckenkorn wird daher meist abgeraten.
Für den landwirtschaftlichen Einsatz zum Schutz von Kopfsalat und Raps liegen positive Studienergebnisse vor, die Eisen(III)-phosphat als Mittel der Wahl und vorteilhaft gegenüber anderen chemischen Mitteln darstellen.
Im Gegensatz zu Eisen(III)-phosphat wirken Metaldehyd und Methiocarb nicht selektiv gegen Schnecken. Metaldehyd bewirkt eine starke Schleimsekretion bei den Schnecken, sodass sie durch Austrocknung verenden. Methiocarb wirkt als Nervengift. Dabei werden die Schnecken zunächst hyperaktiv, verlieren dann den Muskeltonus und sterben. Der Einsatz beider Wirkstoffe ist umstritten, da sie Böden und Gewässer belasten und auch Vögel und Igel schädigen können.
In Kaffeepulver enthaltenes Koffein ist für Schnecken ein starkes Gift. Bereits das Beträufeln mit einer Lösung, die 0,5 % Koffein enthält, führte in Laborversuchen nach spätestens vier Tagen zum Tod. Zur Schneckenbekämpfung ist Filterkaffee wegen des höheren Koffeingehaltes geeigneter als löslicher Kaffee.
Die Düngung mit unverdünnter Gülle oder mit frischem Biogaskompost schadet den Nacktschnecken.